# سم‌آمیزان تیسازوگ
سم‌آمیزان تیسازوگ (مجاری: Tiszazugi méregkeverők) یکی از گزارش‌های مطبوعاتی اثرگذار در مورد زنانی از تیسازوگ مجارستان بود که بین ۱۹۱۱ تا ۱۹۲۹ حدود ۳۰۰ (یا بر اساس پژوهشی دیگر ۴۰) نفر را با آرسنیک موجود در کاغذ مگس‌گیر مسموم کرده و به قتل رساندند. بیشتر این موارد مربوط به روستای نادی‌رِو بود و چندین روستای دیگر در تیسازوگ از جمله مشترسالاش، کون‌سنت‌مارتون، تیسافولدوار، تیساکچکه، تیساکورت، اوچود نیز به این پرونده مربوط بودند.
اکثر زنان نادی‌رِو توسط مامای محلی به نام خانم فازِکاش (نام تولد: ژوژانا اولاه، زادهٔ ۲۰ مه ۱۸۶۱ در نادی‌رِو – درگذشتهٔ ۱۹ ژوئیه ۱۹۲۹) به استفاده از آرسنیک تشویق شده‌بودند. با این حال، بر اساس تحقیقات بعدی زنان دیگری نیز در پخش آرسنیک نقش داشتند. او در مراحل اولیه دادرسی کیفری، در ژوئیه ۱۹۲۹، پس از مشخص شدن نقش اصلی‌اش با سود سوزآور خودکشی کرد. وی از سال ۱۸۹۳ به‌عنوان ماما در روستا کار می‌کرد؛ بین سالهای ۱۹۱۱ تا ۱۹۲۱ بارها به دلیل انجام سقط جنین غیرقانونی تحت تعقیب قرار گرفت، اما هفت بار تبرئه شد.
مطبوعات محلی و بین‌المللی آن زمان پوشش گسترده‌ای از پرونده ارائه و فازکاش را که دیگر قادر به دفاع از خود نبود، شیطانی جلوه دادند. علیرغم گزارش‌های مشکوک مطبوعاتی که به موضوع رنگ و لعاب می‌دانند و اغلب لحنی اغراق‌آمیز داشتند، شکی نیست که فازکاش شخصیت اصلی این پرونده بود، اما زنان دیگری نیز در توزیع آرسنیک و قتل دست داشتند که به او مربوط نبود.
پرونده قتل به لحاظ تاریخ مطبوعات بسیار شناخته‌شده است به‌خصوص پس از مقاله‌ای که ژیگموند موریتس دربارهٔ جلسه‌های دادگاه نوشت.

## تاریخ
به‌طور سنتی در جامعه آن زمان مجارستان رسم بر این بود که همسران آیندهٔ دختران جوان توسط خانواده انتخاب شوند و شوهر انتخابی تحمیل می‌شد. در صورت هرگونه مشکلی طلاق راه‌حل محسوب نمی‌شد و از نظر اجتماعی پذیرفته شده‌نبود، مگر در مواردی نادر که شوهر الکلی بود یا خیلی دست بزن داشت. در طول جنگ جهانی اول، که مردان برای جبهه اتریش-مجارستان فرستاده شدند و نادی‌رو مکان مناسبی برای اسکان اسیران در نظر گرفته‌شد بسیاری از زنان می‌توانستند یک یا حتی چند معشوقه در زمان دوری شوهرانشان داشته باشند. پس از بازگشت مردان، زنان با روابط عاشقانه پیچیده‌شان همسران خود را پذیرا نبوده و میل به سبک زندگی قبلی داشتند. در این هنگام بود که ماما مخفیانه زنان روستا را، که می‌خواستند از وضعیت سخت خود خلاص شوند به مسموم کردن شوهران خود متقاعد می‌کرد؛ برای این کار از آرسنیک استفاده می‌کردند که از خیساندن کاغذ مگس‌گیر تهیه می‌شد.

## شروع
پس از قتل‌های اولیه شوهران، برخی از زنان، اعضای خانواده و بستگان خود را مسموم می‌کردند که مثلاً به دلیل بیماری، مشکلات به دست آمده در جبهه یا به چنگ آوردن ارث «سربار» شده‌بودند. مامای نادی‌رو نزدیک‌ترین فرد به پزشک محلی بود و پسرعموی او نیز گواهی فوت را امضاء می‌کرد، به همین دلیل است که قتل‌ها تا مدت‌ها کشف نشدند. فازکاش ده‌ها سال به عنوان ماما در روستا کار می‌کرد، اما معلوم نیست در این مدت به چند نفر در قتل کمک کرده‌بود. اولین مسمومیت شناخته شده در نادی‌رو در ۱۹۱۱ اتفاق افتاد، که نمی‌توان آن را به فازکاش مرتبط کرد. این قتل‌ها بعد با مرگ شوهران، فرزندان و دیگر اعضای خانواده ادامه یافت؛ مردانی که از جنگ به عنوان معلول از جنگ به خانه بازگشتند، نوزادان مبتلا به بیماری سخت، کودکان کوچک و سالمندان قربانی زنانی شدند که سم کاغذ مگس‌گیر را مخلوط می‌کردند. پس از آشکار شدن این حادثه، از نادی‌رو به عنوان «دهکده مرگ» یاد می‌شد؛ اگر چه مسمومیت در محافل روستایی فقیرتر ناشناخته نبود: در سایر نقاط از جمله زالا، چونگراد، بکش و در سایر روستاهای تیسازوگ (مشترسالاش، کون‌سنت‌مارتون، تیسافولدوار، تیساکچکه، تیساکورت، اوچود) نیز نمونه‌هایی از این موارد وجود داشت.

## کشف
اگرچه مسمومیت‌های آرسنیک برای سال‌ها مخفی ماند، سه مورد متناقض ممکن است توضیح دهد که چگونه راز قتل‌ها کشف شد.
در مورد اول، دو نفر از تلاش زنی به نام سابو برای مسموم کردنشان جان سالم به در بردند و او به اسم فازکاش اشاره کرد. در مورد دوم، جسدی در ساحل رودخانه یکی از شهرهای همسایه پیدا شد که یک دانشجوی پزشکی با معاینه، جسد او را سرشار از آرسنیک یافت، بنابراین تحقیقات بیشتر آغاز شد. همچنین قتل‌ها در ۱۹۲۹ زمانی علنی شد، که دفتر دادستانی در سولنوک نامه‌ای ناشناس دریافت کرد که در آن زنان تیسازوگ متهم به مسمومیت اعضای خانواده خود شده‌بودند. تحقیقات دادستانی سپس آغاز شد و مقامات ده‌ها جسد را در گورستان محلی نبش قبر کردند و با کشف آرسنیک در اجساد این شک برطرف شد.

## محاکمه
۲۸ مظنون به دادگاه آورده شدند که همه به جز دو نفر زن بودند و ۱۶۲ قتل ثابت شد ولی هیچ داده دقیقی از آن وجود ندارد. بین ۱۹۲۹ تا ۱۹۳۱، مجموعاً ۱۲ جلسه برگزار شد. این دادگاه‌ها با شش حکم اعدام به پایان رسید؛ سه نفر از محکومان به دار آویخته شدند و احکام سه نفر دیگر تغییر یافت: یکی از آنها تبرئه و دو نفر دیگر به حبس ابد تغییر یافت، هشت نفر دیگر به حبس ابد محکوم و بقیه به ۵ تا ۱۰ سال زندان محکوم شدند.
فازکاش خود در دادگاه حاضر نشد، او در صبح روز ۱۹ ژوئیه ۱۹۲۹، هنگامی که ژاندارم‌ها به خانه‌اش برای دستگیری می‌آمدند، با سود سوزآور خودکشی کرد. خودکشی او به این واقعیت نیز کمک کرد که او در دادگاه و گزارش‌های مربوط به مقصر اصلی پرونده و تقریباً به شخصیتی شیطانی تبدیل شود و بار مسئولیت قتل‌ها و جنایات انجام شده توسط دیگران بر گردهٔ او نهاده شد.